# Sölvesborg (gemeente)
Sölvesborg is een Zweedse gemeente in Blekinge. De gemeente behoort tot de provincie Blekinge län. Ze heeft een totale oppervlakte van 1108,6 km² en telde 16.544 inwoners in 2004.

## Plaatsen
| #  | Plaats                            | Inwoneraantal |
| -- | --------------------------------- | ------------- |
| 1  | Sölvesborg (plaats)               | 7 883         |
| 2  | Mjällby                           | 1 272         |
| 3  | Hällevik                          | 776           |
| 3  | Hörvik                            | 776           |
| 5  | Norje                             | 674           |
| 6  | Nogersund                         | 532           |
| 7  | Pukavik                           | 283           |
| 8  | Lörby                             | 243           |
| 9  | Ysane                             | 212           |
| 10 | Valjeviken                        | 211           |
| 11 | Djupekås                          | 189           |
| 12 | Mörby och del av Siretorp         | 158           |
| 13 | Gammalstorp                       | 155           |
| 13 | Siretorp och Sandviken            | 155           |
| 15 | Hörby                             | 129           |
| 16 | Del av Sandbäck och del av Agerum | 102           |
| 17 | Tredenborg                        | 100           |
| 18 | Kylinge                           | 88            |
| 19 | Agerum                            | 77            |
| 20 | Istaby                            | 74            |
| 21 | Furumon                           | 69            |
| 22 | Hosaby (södra delen)              | 67            |
| 23 | Hosaby                            | 66            |
| 23 | Västra Näs                        | 66            |
| 25 | Torsabjörke                       | 62            |
| 26 | Stiby                             | 58            |

Karlshamn · Karlskrona · Olofström · Ronneby · Sölvesborg